# Centre Internacional d'Informació sobre Terminologia
El Centre Internacional d'Informació sobre Terminologia, conegut com a Infoterm (en anglés International Information Centre for Terminology) és una associació, amb seu a Viena, fundada l'any 1971 per la UNESCO, amb el suport de l'Intitut Austríac de Normalització, que té com a o objectiu donar suport i coordinar la cooperació internacional en l'àmbit de la terminologia.
INFOTERM promou i recolza la cooperació dels centres i xarxes de terminologia existents i l'establiment de nous amb l'objectiu general de millorar la comunicació de dominis, la transferència de coneixement i la provisió de continguts amb l'objectiu de facilitar la participació de tots en la societat global del coneixement multilingüe.
Des de la seva creació fins a la seva mort el 1977 el director de l'organització va ser el lingüista Eugen Wüster (Wieselburg 1898-1977), reconegut al món de la terminologia per ser el creador de la Teoria General de la Terminologia o TGT.